# Religião helenística

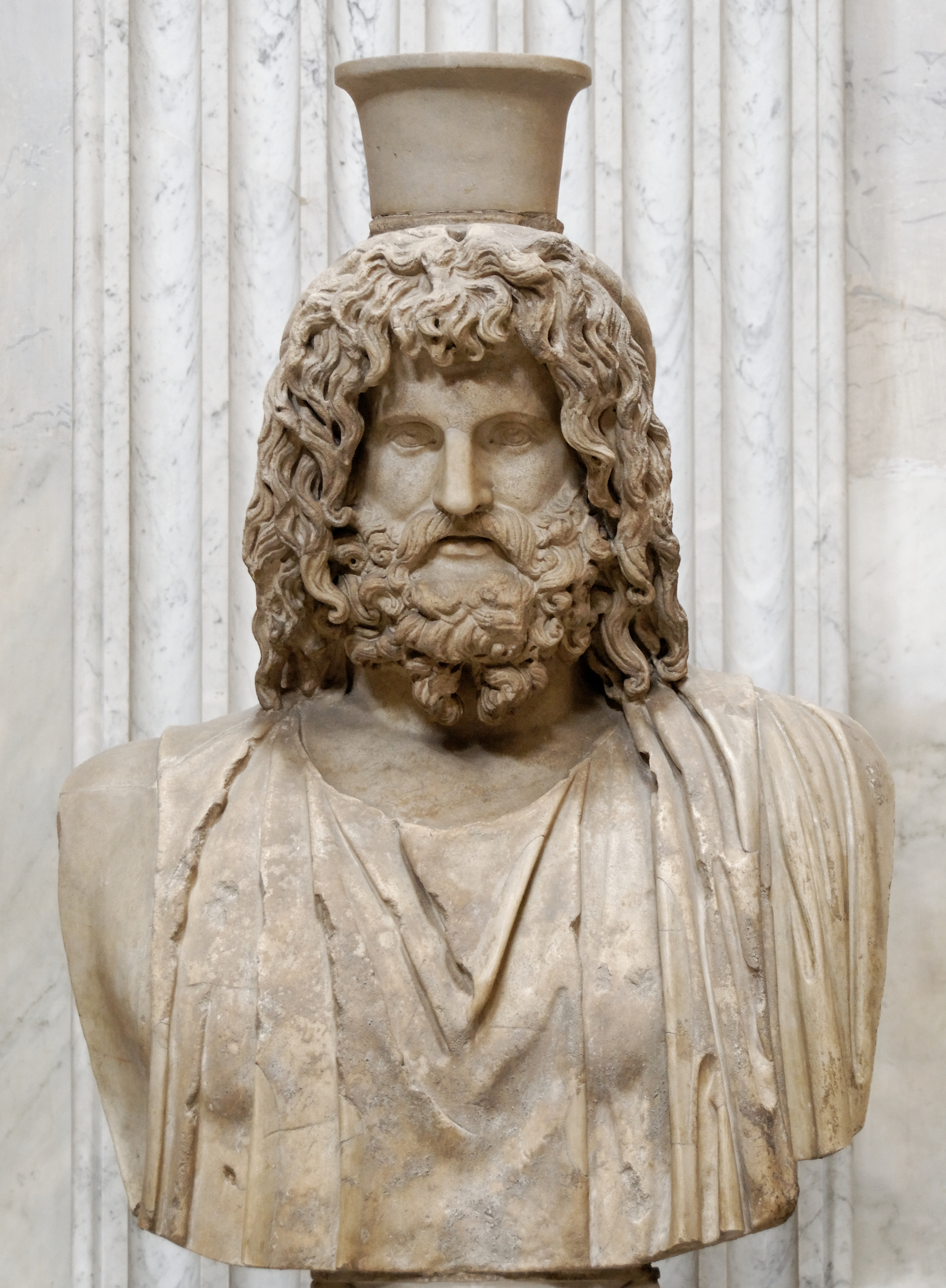
Serápis, um deus greco-egípcio adorado no Egito Helenístico

A religião helenística é um dos vários sistemas de crenças e práticas das pessoas que viviam sob a influência da antiga cultura grega durante o Período helenístico e o Império Romano (300 a.C.–300 d.C.). Houve uma significativa continuidade na religião helenística: os deuses gregos continuaram a serem adorados, e os mesmos ritos praticados como antes.
A mudança veio a partir da adição de novas religiões de outros países, incluindo os deuses egípcios, Ísis e Serápis e os deuses sírios de Atargatis e Adade, o que proporcionou um novo mercado para as pessoas que procuravam atendimento tanto na vida presente e na vida após a morte. A adoração dos governantes helenísticos também foi uma característica deste período, principalmente no Egito, onde os Ptolomeus adotaram a prática de adoração faraônica, e estabeleceram-se como "deus-reis". Em outros lugares, os governantes poderiam receber status divino sem o status pleno de um deus.
A magia era amplamente praticada, e esta também foi a continuação das épocas anteriores. Em todo o mundo helênico, as pessoas frequentemente consultavam os oráculos, e usavam amuletos e estatuetas para deter algum feitiço ou para lançá-los. Também foi desenvolvido nesta época o complexo sistema de Astrologia, que procurava determinar o caráter e futuro de uma pessoa nos movimentos do sol, lua e dos planetas. Os sistemas da filosofia helenística, como o Estoicismo e o Epicurismo, ofereceram uma alternativa à religião tradicional, mesmo se o seu impacto era em grande parte limitada a elite educada.

## Religião grega clássica

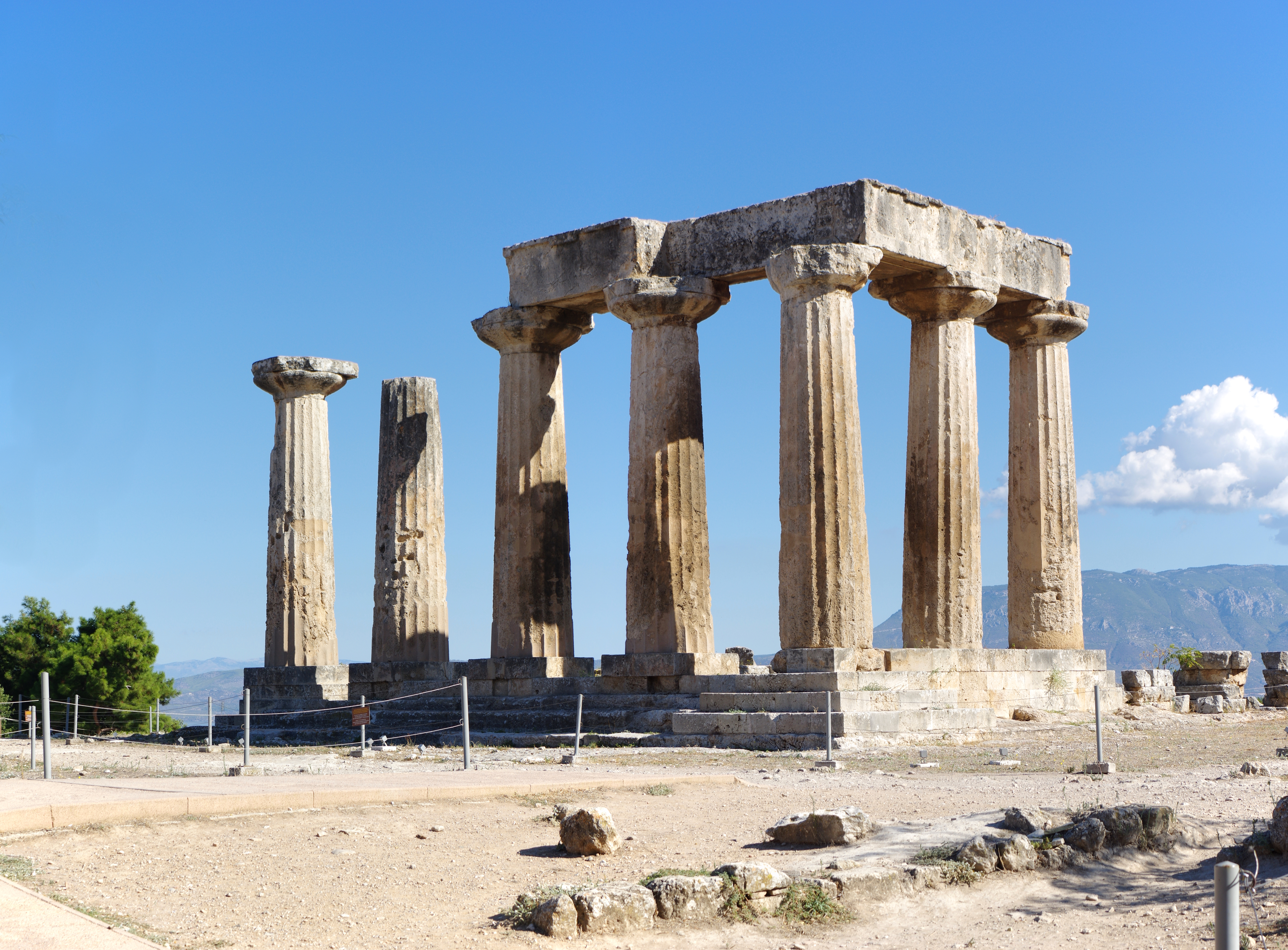
Remanescentes do templo de Apolo em Corinto

A religião grega clássica na época era centrada nos deuses olímpicos liderados por Zeus. Cada deus era honrado com templos, estátuas e santuários feitos de pedra, embora dedicados a uma divindade específica, muitas vezes continham estátuas de outros deuses. As cidades-Estados realizavam vários festivais e rituais durante todo o ano, com particular ênfase voltada para o deus padroeiro da cidade, como Atena em Atenas, ou Apolo em Corinto.
A prática religiosa também envolvia o culto aos heróis, pessoas que eram consideradas semi-divinas. Tais heróis variavam de figuras míticas nos épicos de Homero até pessoas históricas, como os fundadores de cidades. Em nível local, a paisagem sempre estava cheia de pontos sagrados e monumentos, por exemplo, muitas estátuas de ninfas foram encontradas perto e em torno de nascentes, e figuras estilizadas de Hermes poderiam ser frequentemente encontradas nas esquinas.
A Magia era uma parte central da religião grega e os oráculos permitiam que as pessoas determinassem a vontade divina no farfalhar das folhas; a forma de chamas e fumaça em um altar; o voo dos pássaros, os ruídos feitos por uma mola; ou nas entranhas de um animal. Também há muito estabelecidos foram os Mistérios de Elêusis associados a Deméter e Perséfone. As pessoas foram doutrinadas nos mistérios da religião através de cerimônias de iniciação, que tradicionalmente eram mantidas em segredo. Muitas vezes possuíam um objeto de aprimoramento pessoal, o que também se estende à vida após a morte.

## Religião helenística
No rescaldo das conquistas de Alexandre, o Grande, a cultura grega se espalhou e entrou em contato muito mais próximo com as civilizações do Oriente Médio e Egito. As mudanças mais significativas para o impacto sobre a religião grega foram a perda de independência das cidades-Estados gregas para os governantes macedônios, a importação de divindades estrangeiras e o desenvolvimento de novos sistemas filosóficos. As antigas influências da religião helenística tendiam a descrever a era de um declínio religioso, e a ascensão de um discernimento no ceticismo, agnosticismo e ateísmo, bem como o aumento da superstição, misticismo e astrologia.
Não há no entanto uma razão para supor que houve um declínio na religião tradicional. Há uma grande variedade de provas documentais de que os gregos continuaram a adorar os mesmos deuses com os mesmos sacríficios, dedicação e festivais como no período clássico. As novas religiões que aparecem neste período não excluem as divindades locais, apenas atraía uma minoria de gregos para elas.

### As novas religiões do período
A religião egípcia, que segue Ísis era a mais famosa das novas religiões. A religião foi introduzida na Grécia por sacerdotes egípcios, inicialmente para as pequenas comunidades egípcias nas cidades portuárias do mundo grego. Embora a religião egípcia encontrou apenas uma pequena platéia, entre os gregos, sua popularidade se espalhou sob o Império Romano, e Diodoro Sículo escreveu que era a religião mais conhecida em quase todo o mundo habitado.
Quase tão famosa era Serápis, uma religião grega, apesar do nome egípcio, que foi criada no Egito sob a dinastia ptolemaica. Serápis foi apadrinhado pelos gregos que se estabeleceram no Egito. Esta religião envolvia ritos de iniciação, como os Mistérios de Elêusis. Estrabão escreveu sobre Serapeu em Canopo perto de Alexandria como sendo apadrinhado pelos homens mais respeitáveis.
A religião de Atargatis (relacionada com a babilônica e assíria Istar e a fenícia Baalate Gebal), uma deusa da fertilidade e do mar a partir da Síria, também era popular. Até o século III a.C., seu culto se espalhou da Síria para o Egito e Grécia, e finalmente chegou a Itália e o Ocidente. A religião após Cibele (ou Grande Mãe), veio da Frígia para a Grécia e depois para o Egito e Itália, onde em 204 a.C., o senado romano permitiu a sua adoração. Ela era uma deusa de cura e proteção, e uma guardiã da fertilidade e da natureza selvagem.
Outra religião de mistério foi centrada em Dioníso. Embora rara na Grécia continental, era comum nas ilhas gregas e na Anatólia. Os membros eram conhecidos como "Bacantes", e os ritos tinham um caráter orgiástico.
Essas religiões e deuses, recentemente introduzidos só teve um impacto limitado na própria Grécia, cuja principal exceção foi Delos, que foi um importante porto e centro comercial. A ilha era sagrada como o local de nascimento de Apolo e Artemis, e por volta do século II a.C., era também o lar de religiões nativas gregas que seguiam Zeus, Atena, Dionísio, Hermes, Pã, e Asclépio. Mas havia também centros de culto para o Serápis egípcio e Ísis, e do Atargatis sírio e Adade. Por volta do século I a.C., havia religiões adicionais que se incluíam Baal e Astarte, uma sinagoga judaica e os romanos, que seguiam a religião original de deuses como Apolo e Netuno.

### Culto a governantes

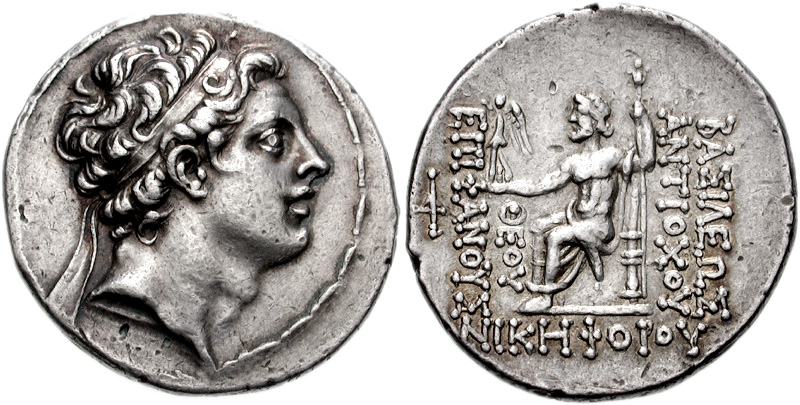
Moeda representando Antíoco IV, inscrição grega diz ΘΕΟΥ ΕΠΙΦΑΝΟΥΣ ΝΙΚΗΦΟΡΟΥ / ΒΑΣΙΛΕΩΣ ΑΝΤΙΟΧΟΥ (Rei Antíoco, imagem de Deus, portador da vitória)

Outra inovação do período helenístico foi a instituição de cultos dedicados aos governantes dos reinos helenísticos. A primeira deles foi estabelecido sob Alexandre, o Grande, cujas conquistas, poder e status o elevou em um grau que exigia um reconhecimento especial. Seus sucessores continuaram sua adoração até um ponto onde no Egito sob Ptolomeu I Sóter, encontramos Alexandre sendo homenageado como um deus vivo. O filho de Ptolomeu I, Ptolomeu II proclamou seu falecido pai um deus, e fez-se um deus vivo.
Ao fazer isso, os Ptolomeus foram adaptando ideias egípcias anteriores em uma adoração faraônica. Em outros lugares, a prática varia, um governante pode receber status divino sem o estatuto pleno de um deus, como aconteceu em Atenas em 307 a.C., quando Antígono Monoftalmo e Demétrio I da Macedônia foram homenageados como salvadores (sóteres) por libertarem a cidade e, como resultado, um altar foi erguido, e um festival anual fundado e um templo para os "padres dos Salvadores" foi introduzido. Os templos dedicados aos governantes eram raros, mas suas estátuas foram erguidas muitas vezes em outros templos, e os reis seriam adorados como "deuses de templo".

### Astrologia e magia

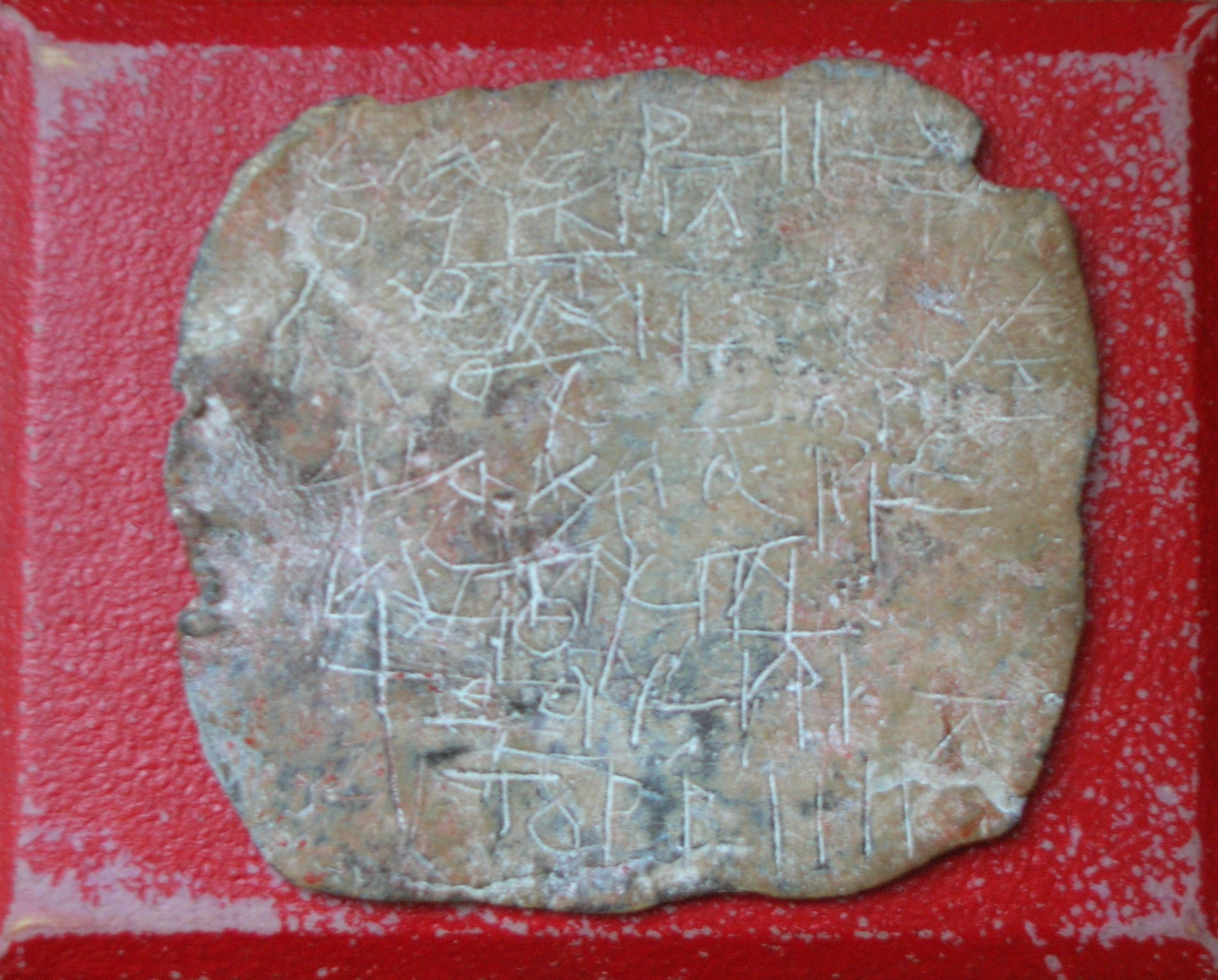
Uma tábua de maldição

Há ampla evidência para o uso de magia neste período. Santuários e santuários oraculares eram ainda populares. Há também muitas evidências para o uso de encantos e maldições. Os símbolos seriam colocados nas portas das casas para trazer boa sorte ou dissuadir infortúnios para os ocupantes de dentro.
Os encantos, muitas vezes eram cortados em pedras preciosas ou semi-preciosas, tinham o poder de proteção. Figurinos, fabricados a partir de bronze, chumbo, ou terracota, eram perfurados com pinos ou pregos, e usados para lançar feitiços. Tábuas de maldições feitas de mármore ou metal (especialmente chumbo) eram usadas para jogar pragas.
A Astrologia - a crença de que as estrelas e os planetas influenciam o futuro de uma pessoa - surgiu na Babilônia, onde foi originalmente aplicada somente para o rei ou a nação. Os gregos, na era helenista, elaboraram-lo no sistema fantasticamente complexo de astrologia helenística até hoje familiar para as épocas posteriores. O interesse em astrologia cresceu rapidamente a partir do século I a.C..

### Filosofia helenística
Uma alternativa para a religião tradicional foi oferecida pela filosofia helenística. O mais comum desses sistemas foi o Estoicismo, que ensinou que a vida deve ser vivida de acordo com a ordem racional que os estoicos acreditavam que o Universo governava; os seres-humanos tiveram de aceitar a sua sorte como de acordo com a vontade divina, e atos virtuosos deveriam ser realizados para seu próprio valor intrínseco. Seu principal rival era o Epicurismo, que ensinava que o universo era sujeito aos movimentos aleatórios dos átomos, e a vida deveria ser vivida para alcançar a satisfação psicológica e ausência de dor.
Outros filósofos, como os cínicos, que manifestaram o seu desprezo pelos bens de convenções e materiais, e os Acadêmicos e peripatéticos, que estudaram as obras de Platão e Aristóteles, também floresceram. Todas estas filosofias, em maior ou menor grau, procuraram acomodar a religião grega tradicional, mas os filósofos, e aqueles que estudaram com eles, permaneceram um grupo pequeno e seleto, grande parte limitados à elite educada.